# Chapelle Saint-Rémi de Tinchebray
La chapelle Saint-Rémy est une ancienne église romane fortifiée qui se dresse sur le territoire de l'ancienne commune française de Tinchebray, dans le département de l'Orne, en région Normandie. L'édifice est classée au titre des monuments historiques.

## Localisation
La chapelle est située au cœur de la cité de Tinchebray, au sein de la commune nouvelle de Tinchebray-Bocage dans le département français de l'Orne.

## Historique
Construite probablement au XIIe siècle, la chapelle Saint-Rémy a été remaniée à l'époque de la guerre de Cent Ans. De l'église ne subsistent que le transept et le chevet plat. La nef disparue laisse sa silhouette sur le mur ouest du clocher élevé sur la croisée du transept. Le bras nord a été fortifié par l'adjonction de deux échauguettes à archères sur mâchicoulis aux angles. La croisée est surmontée d'une tour romane terminée par une flèche de charpente modifiée depuis sa construction. Les trois travées du transept et celle du chœur sont couvertes de voûtes sur croisées d'ogives.
On y trouve des peintures murales de saint Martin, saint Joseph et une charité de saint Martin.

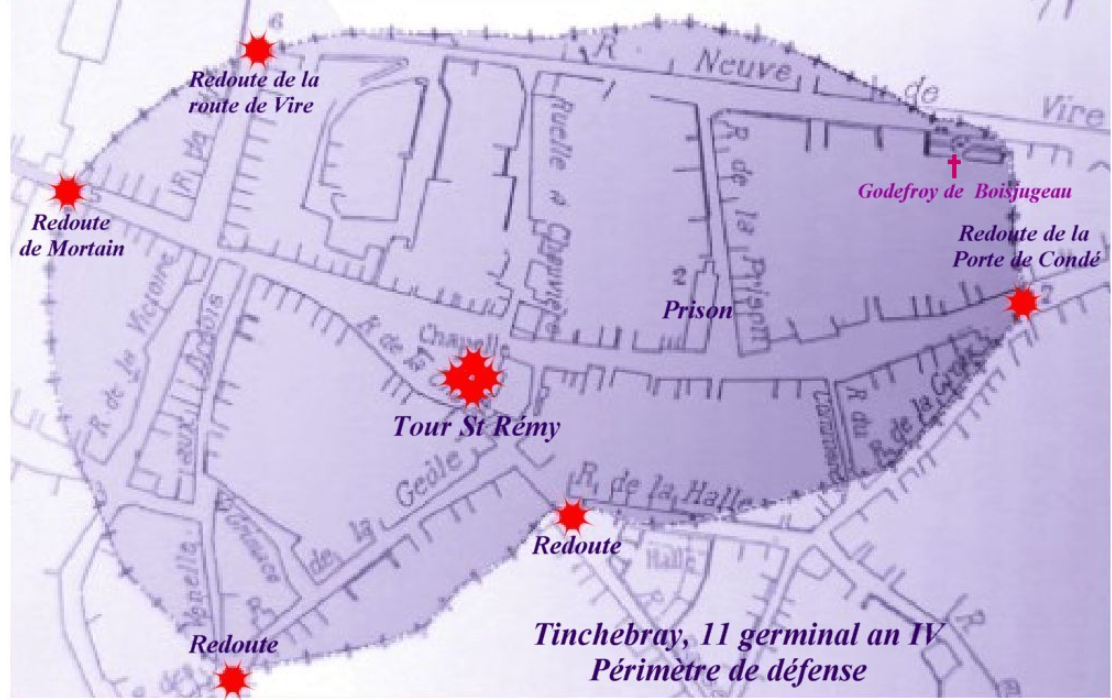
Système de défense de 1796.

La chapelle Saint-Rémy au cœur du système de défense dans la bataille de 1796 contre les Chouans.
Située au milieu des communes royalistes, Tinchebray s'est énergiquement prononcée en faveur de la République. La ville s'est fortifiée avec une compagnie de 84 hommes du Régiment des Vosges et 150 hommes capables de porter des armes. La tour de la chapelle Saint-Rémy sert d'observatoire et de citadelle. Les vieillards, les femmes et les enfants y sont réfugiés.
Louis de Frotté s'approche avec 800 hommes renforcés par les Chouans de Saint-Quentin-les-Chardonnets et de Moncy. Il fait incendier la ville. Après sept heures de combat, Frotté donne le signal de la retraite.
Bilan : 84 maisons brûlées, deux républicains tués, vingt officiers et environ 80 Chouans tués.

## Protection
La chapelle est classée au titre des monuments historiques par arrêté du 20 avril 1944.

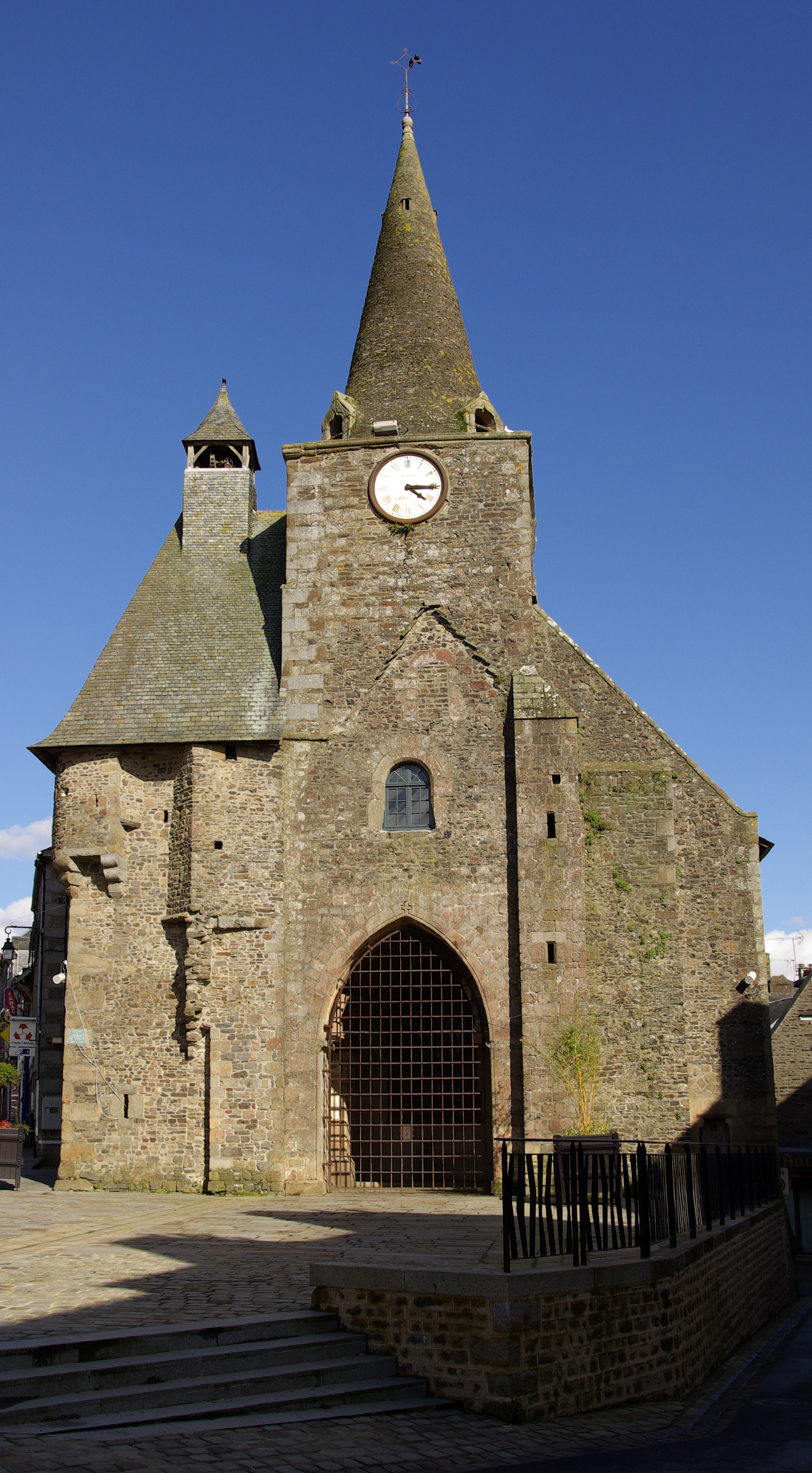
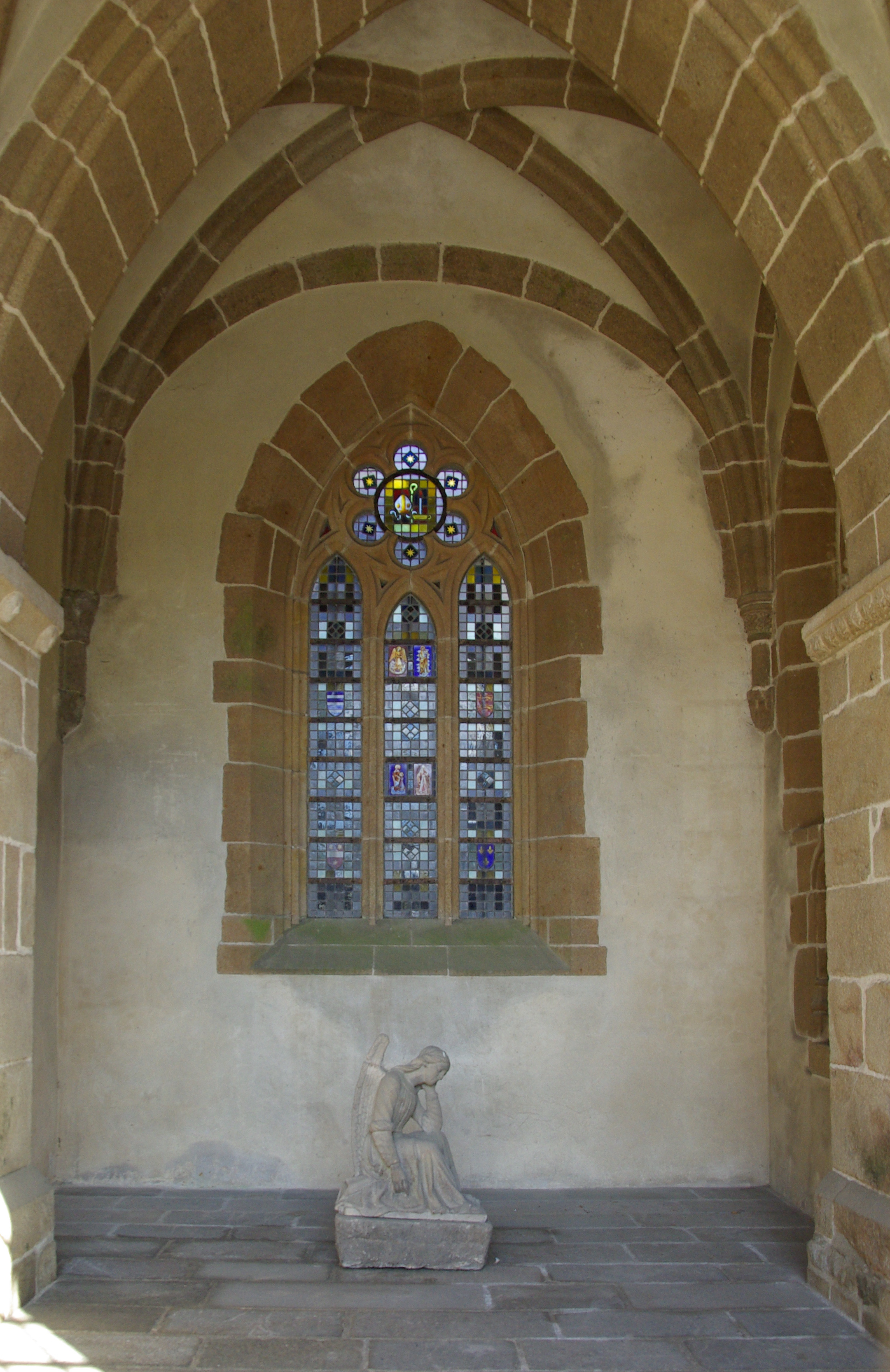
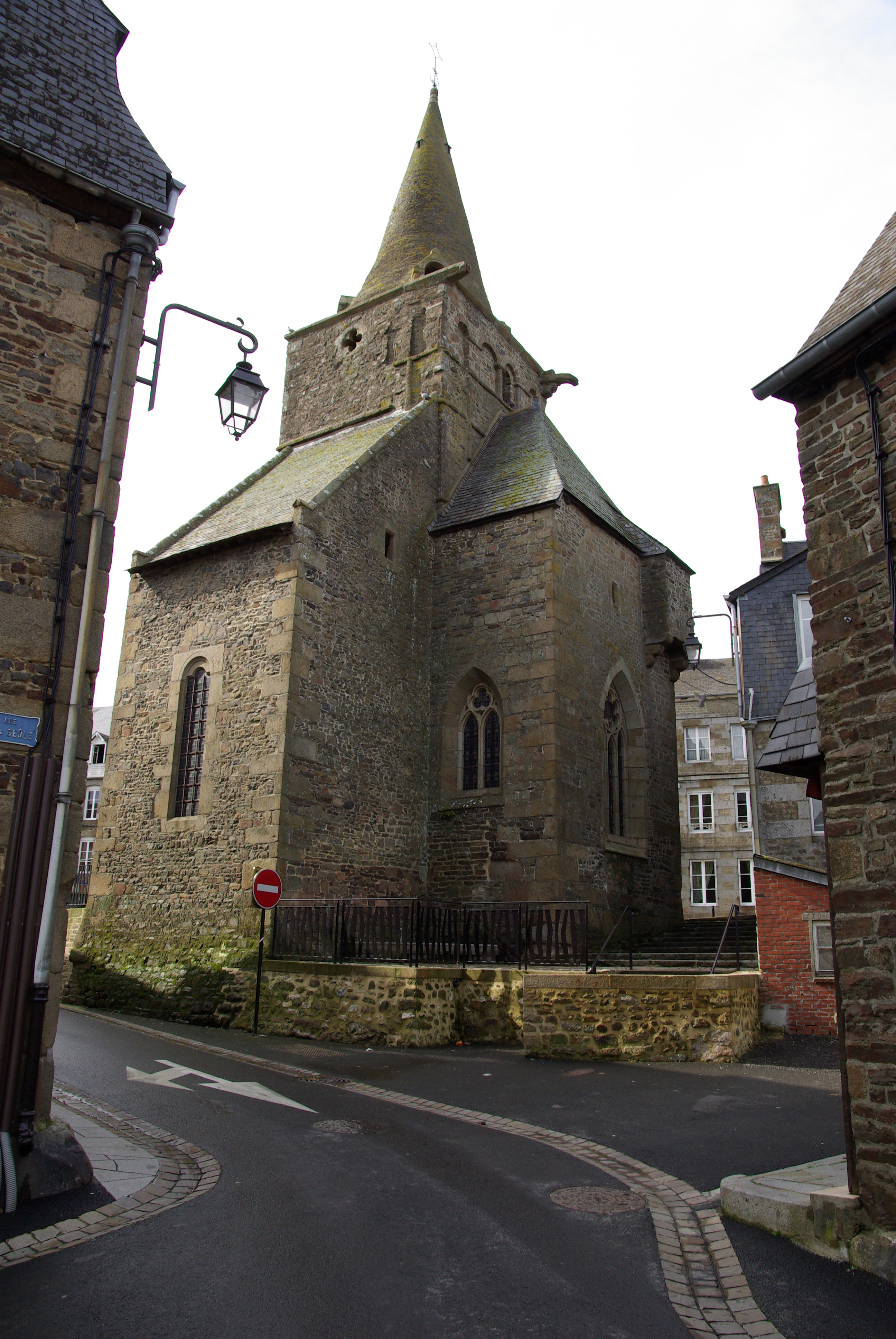